# Матина (Жепче)
Матина је насељено мјесто у општини Жепче, Босна и Херцеговина.

## Историја
Матина је до 2001. био у саставу општине Маглај.

## Становништво
|             | 2013.        | 1991.        | 1981.        | 1971.        |
| Укупно      | 497 (100,0%) | 501 (100,0%) | 443 (100,0%) | 407 (100,0%) |
| Хрвати      | 492 (98,99%) | 491 (98,00%) | 441 (99,55%) | 404 (99,26%) |
| Срби        | 3 (0,604%)   | 2 (0,399%)   | 1 (0,226%)   | –            |
| Неизјашњени | 1 (0,201%)   | –            | –            | –            |
| Остали      | 1 (0,201%)   | 8 (1,597%)   | 1 (0,226%)   | 1 (0,246%)   |
| Црногорци   | –            | –            | –            | 2 (0,491%)   |